# Ambassadeur itinérant des États-Unis pour les questions relatives aux femmes dans le monde
L'ambassadeur itinérant des États-Unis pour les questions relatives aux femmes dans le monde est l'ambassadeur itinérant qui dirige le Bureau des questions relatives aux femmes dans le monde (en) au sein du Département d'État des États-Unis. Cet ambassadeur itinérant a également le rang de Secrétaire d'État adjoint,.
Le Bureau des questions relatives aux femmes dans le monde du Département d'État veille à ce que les droits des femmes et des filles soient pleinement intégrés dans la formulation et la conduite de la politique étrangère des États-Unis. En collaboration avec la Maison-Blanche, l'USAID, le ministère de la Défense et d'autres agences, ainsi qu'avec la société civile et le secteur privé, le département d'État des États-Unis a lancé des initiatives mondiales multiples et de grande envergure pour promouvoir le développement social et économique des femmes, intégrer les femmes dans la construction de la paix et de la sécurité, lutter contre la violence fondée sur le sexe et la prévenir, et garantir la pleine participation des femmes à la vie civique et politique.
Parmi les réalisations du Bureau des questions relatives aux femmes dans le monde à ce jour, il y a les soins de santé et la formation de la police pour aider les survivantes de violences sexuelles au Congo et le soutien aux femmes chefs d'entreprise dans les Amériques.

## Liste d'ambassadrices
| Image | Nom                  | Entrée en fonction | Fin             | Présidence   |
| ----- | -------------------- | ------------------ | --------------- | ------------ |
|       | Melanne Verveer      | 6 avril 2009       | 8 mai 2013      | Barack Obama |
|       | Catherine Russell    | 26 août 2013       | 20 janvier 2017 | Barack Obama |
|       | Vacant               | 20 janvier 2017    | 14 janvier 2020 | Donald Trump |
|       | Kelley Eckels Currie | 14 janvier 2020    | 20 janvier 2021 | Donald Trump |
|       | Vacant               | 20 janvier 2021    | 18 mai 2023     | Joe Biden    |
|       | Geeta Rao Gupta      | 18 mai 2023        | Titulaire       | Joe Biden    |